# Earl of Cromartie

Wappen der Earls of Cromartie

Earl of Cromartie ist ein erblicher britischer Adelstitel, der je einmal in der Peerage of Scotland und in der Peerage of the United Kingdom verliehen wurde. Der Titel ist nach der traditionellen schottischen Grafschaft Cromartyshire benannt.
Der Earl ist erblicher Chief des Clan MacKenzie. Familiensitz der Earls ist Castle Leod bei Dingwall in Ross-shire.

## Verleihungen
Der Titel wurde am 1. Januar 1703 in der Peerage of Scotland für George Mackenzie, 1. Viscount of Tarbat geschaffen. Zusammen mit der Earlswürde wurde ihm der nachgeordnete Titel Viscount of Tarbat und Lord Macleod and Castlehaven verliehen. Bereits am 15. April 1685 waren ihm die Titel Viscount of Tarbat und Lord Macleod and Castlehaven verliehen worden. Sein Enkel, der 3. Earl, unterstützte den Jakobitenaufstand von 1745 und führte 1746 400 Männer vom Clan Mackenzie in die siegreiche Schlacht bei Falkirk. Er wurde schließlich gefangen genommen und wegen Hochverrats verurteilt. Seine Adelstitel wurden ihm aberkannt.
Der Titel wurde am 21. Oktober 1861 in der Peerage of the United Kingdom für Anne Sutherland-Leveson-Gower, Duchess of Sutherland, geborene Hay-Mackenzie, als Countess Cromartie neu geschaffen. Sie war eine Ur-urenkelin des 3. Earls erster Verleihung und mit George Sutherland-Leveson-Gower, 3. Duke of Sutherland, verheiratet. Zusammen mit dem Earldom wurden ihr die nachgeordneten Titel Viscountess Tarbat, of Tarbat in the County of Cromartie, Baroness MacLeod, of Castle Leod in the County of Cromartie, und Baroness Castlehaven, of Castlehaven in the County of Cromartie, verliehen. Die Titel wurden mit dem besonderen Zusatz verliehen, dass sie nach dem Tod der Countess an deren zweitgeborenen Sohn Lord Francis Leveson-Gower und nach ihm an dessen männliche Nachkommen fallen solle; bei deren Aussterben an mögliche weitere jüngere Söhne der Countess und deren männliche Nachkommen; in Ermangelung solcher an Nachkommen des besagten Lord Francis Leveson-Gower und nach ihn jene seiner eventuellen jüngeren Brüder (also auch in weiblicher Linie); in Ermangelung solcher an ihre Tochter Lady Florence Leveson-Gower und deren Nachkommen; und zuletzt an weitere Töchter der Countess. Gemäß besonderen Zusatz folgte ihr 1714 ihr Sohn Francis als 2. Earl. Bei dessen Tod 1731 hinterließ er keine Söhne, sodass die Titel in Abeyance zwischen seinen beiden Töchtern fiel, die 1895 zugunsten der älteren der beiden als 3. Countess beendet wurde. Heutiger Titelinhaber ist John Mackenzie als 5. Earl.

## Liste der Earls of Cromartie

### Earls of Cromartie (1703)
- George Mackenzie, 1. Earl of Cromartie (1630–1714)
- John Mackenzie, 2. Earl of Cromartie (um 1656–1731)
- George Mackenzie, 3. Earl of Cromartie (um 1703–1766) (Titel 1746 verwirkt)

### Earls of Cromartie (1861)
- Anne Sutherland-Leveson-Gower, Duchess of Sutherland, 1. Countess of Cromartie (1828–1892)
- Francis Mackenzie, 2. Earl of Cromartie (1852–1893) (Titel abeyant 1893)
- Sibell Blunt-Mackenzie, 3. Countess of Cromartie (1878–1962) (Abeyance beendet 1895)
- Roderick Blunt-Mackenzie, 4. Earl of Cromartie (1904–1989)
- John Mackenzie, 5. Earl of Cromartie (* 1948)

Titelerbe (Heir apparent) ist der älteste Sohn des aktuellen Titelinhabers, Colin Mackenzie, Viscount Tarbat (* 1987).